# Ренсълийр (окръг, Ню Йорк)
Окръг Ренсълийр (на английски: Rensselaer County) е окръг в щата Ню Йорк, Съединени американски щати. Площта му е 1722 km², а населението - 159 722 души (2017). Административен център е град Трой.